# Paramuricea laxa
Paramuricea laxa is een zachte koraalsoort uit de familie Plexauridae. De koraalsoort komt uit het geslacht Paramuricea. Paramuricea laxa werd in 1889 voor het eerst wetenschappelijk beschreven door Wright & Studer. 